# Gurgi-Moschee

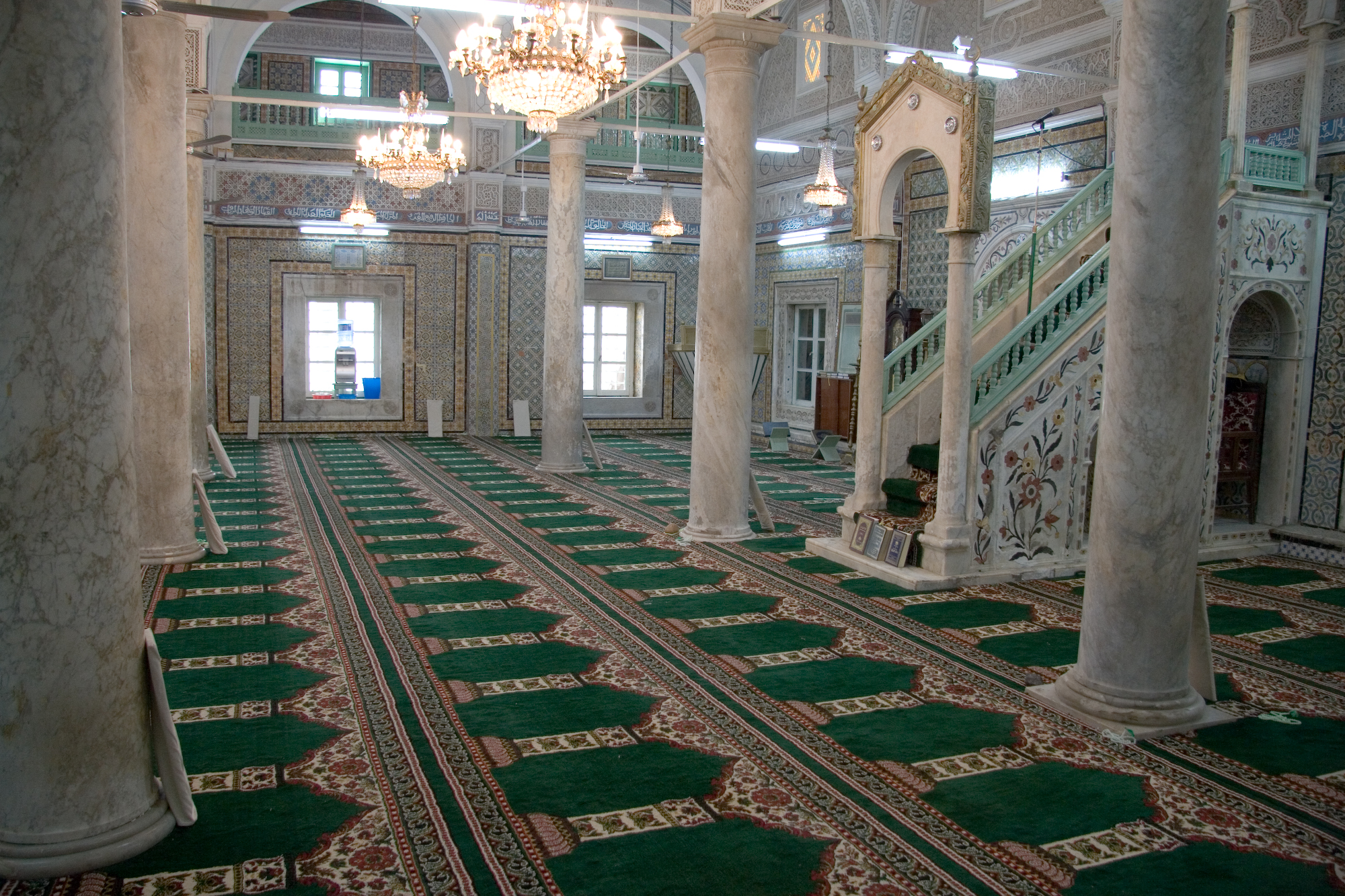
Gebetshalle der Gurgi-Moschee mit Minbar (rechts)

Die Gurgi-Moschee (arabisch جامع قرجي, DMG Ǧāmiʿ Qurǧī) befindet sich in der Altstadt der libyschen Hauptstadt Tripolis und ist Teil eines ganzen Komplexes historischer touristisch attraktiver Gebäude; in der Nähe befindet sich der Römische Bogen von Mark Aurel.
Die Moschee wurde im Jahr 1834 (1833 ?) errichtet und ist nach dem Georgier Mustafa Gurgi (auch Yusuf/Youssef Gurgi), einem Flottenkapitän und Auftraggeber des Baus, benannt. Rechts neben dem Eingang befindet sich eine Vorkammer, die die Grabstätten von Gurgi und seiner Familie beherbergt. Die Moschee hat ein achteckiges Minarett und 16 Kuppeln.